# Шептаки (Хорнойское сельское поселение)
Шепта́ки (чув. Шаптак) — деревня в Моргаушском районе Чувашской Республики. Входит в состав Хорнойского сельского поселения.

## География
Находится в северо-западной части Чувашии, на расстоянии приблизительно 6 км на запад по прямой от районного центра села Моргауши на правом берегу речки Штранга.

## История
Известна с 1795 года как выселок села Тораево с 30 дворами, позднее околоток. В 1858 году здесь было учтено 394 жителя, в 1906 — 124 двора и 597 жителей, в 1926 — 136 дворов и 687 жителей, в 1939 — 643 жителя, в 1979 — 521. В 2002 году было 146 дворов, в 2010—113 домохозяйств. В 1931 году был образован колхоз «Новая жизнь», в 2010 действовало ОАО «Путь Ильича».

## Население
Постоянное население составляло 390 человек (чуваши 100 %) в 2002 году, 343 — в 2010.